# Durfort (Ariège)
Durfort è un comune francese di 169 abitanti situato nel dipartimento dell'Ariège nella regione dell'Occitania.

## Società

### Evoluzione demografica
Abitanti censiti